# ビーンズ morning
『ビーンズ morning』（ビーンズ モーニング）は2019年4月6日から放送されている南海放送のテレビ番組。2022年10月1日までは『Beans』（ビーンズ）のタイトルで放送されていた。

## 概要
- 愛媛県を中心に「見たい!知りたい!暮らしたい!」をテーマに月刊誌「タウン情報まつやま」と組んで、ランキング形式などを紹介する情報番組[1]。
- コーナーは法律相談・エミフルズ12期生がエミフルMASAKIでロケを行う「ルンルン♪エミフル」[2]・スマホをテーマにした「まめスマ」[3]・料理研究家山瀬理恵子の「アス飯」がある。
- 2022年10月改編で枠移動に伴い、現在のタイトルへ変更した（同局では新番組扱い）[4]。

## 出演者

### 現在の出演者
- 楢崎瑞（南海放送アナウンサー、2024年10月5日[5] - ）
- えがわさゆり（フリーアナウンサー、2024年4月6日[6] - ）

### 過去の出演者
- 吉田奈央（当時南海放送アナウンサー、2019年4月6日 - 2020年3月28日[7]）
- 古谷崇洋（当時南海放送アナウンサー、2019年4月6日 - 2022年10月1日[8]）
- 甲斐彩加（当時南海放送アナウンサー、2020年4月4日[9] - 2022年10月1日[8]）
- 竹内愛希（フリーアナウンサー、2022年10月8日[4] - 2024年3月30日[10]）
- 高野真子（南海放送アナウンサー、2022年10月8日[11] - 2024年9月30日[12]）

## 放送時間
いずれも日本標準時。
- 土曜 9:55 - 10:15（2023年4月1日 - ）

### 過去の放送時間
- 土曜 11:55 - 12:55（2019年4月6日 - 2022年10月1日）
- 土曜 10:00 - 10:25（2022年10月8日 - 2023年3月25日）